# Ale Sergi
Alejandro Gustavo Sergi Galante (Haedo, Buenos Aires; 5 de octubre de 1971), conocido como Ale Sergi, es un cantante, compositor y productor musical argentino.
Es conocido por su distintivo falsete y por ser el cantante del grupo de pop Miranda!. Además tiene dos proyectos paralelos: Meteoros (desde septiembre de 2015) y Satélite 23 (desde 2016).

## Biografía

### Primeros años
Sergi nació en Haedo en 1971, hijo de un abogado y una profesora de piano. Sus padres le obsequiaron su primera guitarra cuando todavía cursaba el jardín de infantes. Asimismo, en dicha etapa tenía un comportamiento bastante revoltoso, ya que solía molestar demasiadas veces a sus compañeros de preescolar. Sin embargo, en la primaria cambió radicalmente su conducta, siendo apreciado por todo el alumnado, y elegido varias veces como mejor compañero. A pesar de ser muy buen estudiante, odiaba tener que ir al colegio, por lo que se alegró mucho al lograr terminar sus estudios primarios.
Una vez terminado el secundario, empezó a buscar trabajo para solventar los gastos que una vida de juventud desenfrenada le ocasionaba. Así fue como comenzó su etapa laboral en una empresa de galletas. Sergi terminó renunciando, y decidió enfocarse en buscar una ocupación más enfocada al ámbito artístico. Fue así como consiguió un trabajo como encargado de sonido de la agrupación tributo a The Beatles llamada The Beats. Posteriormente consiguió trabajos en su misma función en una empresa de eventos artísticos y en actos políticos, además de participar en fiestas electrónicas en varios centros bailables. Incluso fue sonidista para las locuciones de los presidentes argentinos Raúl Alfonsín, Carlos Menem y Fernando de la Rúa.

### Carrera artística
A comienzos de los años 90, y con un gran cambio en su aspecto ―se dejó el pelo largo, y cambió su vestuario ochentoso por ropa de los años 60―, comenzó como guitarrista de un grupo de funk conocido como Mama Vaca. Fue en esta etapa donde comenzó a incursionar en el canto, siendo la voz líder en varias de las canciones del conjunto con una gran aprobación por parte del público. Mama Vaca grabó dos discos y terminó disolviéndose por decisión de sus integrantes. Luego de ello, Sergi se dedicó exclusivamente a ser sonidista de eventos musicales y técnico de grabación para bandas.

#### Miranda!
En 1998 se muda a Capital Federal. En un concierto de jazz Sergi conoce a la cantante Juliana Gattas, y automáticamente surge una amistad entre estos artistas. Descubren que tienen gustos musicales similares y objetivos en común, y deciden conformar un grupo musical.
Miranda! se formó el 27 de julio de 2001 por los cantantes Alejandro Sergi y Juliana Gattas y el guitarrista Leandro Fuentes (Lolo), a quienes al poco tiempo se les suma el programador Bruno de Vincenti. La banda debutó en los escenarios en julio de 2001. En noviembre de 2002 lanzan su primer álbum, titulado Es mentira, el cual fue grabado en el departamento de Sergi. Luego, el mismo fue editado por Secsy Discos en asociación con el canal televisivo Locomotion. Varios temas, como "Romix", "Tu juego" y "Bailarina", tuvieron éxito y Sergi se destacó no solo por su voz, sino también por una apariencia que demostraba diversidad (uñas pintadas, rubor y pestañas arregladas, diciendo que se inspiró en Prince).
En 2003 aparecieron las primeras evidencias de que el grupo estaba destinado a ser masivo. Nicolás Grimaldi, más conocido como "Monoto", se incorporó a la banda destacándose en el bajo. Por otro lado, luego de sus primeras apariciones en MTV, Miranda! ofreció su primer concierto en un teatro, algo que sin duda marcaría una etapa decisiva en la carrera musical de sus integrantes.
En 2004, fue rodado el vídeo de la canción “Agua” y sacaron su segundo álbum, Sin restricciones. Entre sus canciones más importantes cabe destacar "Yo te diré", y el éxito más grande de Miranda!, "Don". En esta última, la frase "Es un solo... es la guitarra de Lolo" se convirtió en un furor en toda Latinoamérica. El disco fue mezclado en los estudios Panda en Buenos Aires y remasterizado en Los Ángeles, Estados Unidos, por Tom Baker. Finalizando el año, el grupo firmó con Pelo Music, su empresa discográfica actual.
En 2005, luego de la difusión por Latinoamérica, realizan un show en el teatro Gran Rex de Buenos Aires, presentación que fue grabada para editarla en un DVD que salió meses más tarde llamado En vivo sin restricciones!. En el mes de agosto telonearon a Moby en Santiago de Chile. En 2006 forman parte del clásico Festival Internacional de la Canción de Viña del Mar, en donde muestran canciones de sus discos en ese momento actuales.
En 2007 la banda lanzó su tercer disco de estudio, titulado El disco de tu corazón. El mismo tuvo un muy buen recibimiento en cuanto a ventas, gracias a su primer corte de difusión: "Prisionero". Además, tuvieron bastante influencia en el público las canciones "Hola" y "Perfecta", entre otras. Este nuevo trabajo discográfico contó con la colaboración de artistas como Julieta Venegas (en la canción "Perfecta"), y de Fangoria (en "Vete de aquí"). A finales de 2007, y ya habiendo lanzado su segundo videoclip del disco, deciden publicar El disco de tu corazón + vivo, el cual incluye dos CD: el primero es el original grabado en estudio, y el segundo, incluye las doce canciones que interpretaron el 9 y 10 de agosto, de ese mismo año, en el Teatro Gran Rex, Conforme pasaba el año, Miranda! continuó realizando shows en el complejo bailable "Niceto Club" hasta terminado el año.
En 2008 un nuevo álbum de Miranda! es revelado: El templo del pop (CD+DVD). El nuevo material discográfico está compuesto por un CD compilado que reúne los más grandes éxitos de la banda, así como también tres nuevas canciones: "Chicas", "Mi propia vida", y "Mirandamix" y el DVD está compuesto de diecisiete videoclips realizados por la agrupación a lo largo de su carrera.
En 2009 lanzan a la venta el disco Es imposible! y promocionan los sencillos:  "Lo que siento por ti", "Tu misterioso alguien" y "Mentía".
En junio de 2011, coincidiendo con su décimo aniversario, el grupo reveló el nombre de su siguiente álbum: "Magistral" y enseguida comenzaron a promocionarlo con el primer sencillo titulado "Ya lo sabía".
En 2014 sale a la venta el disco Safari, junto a sus sencillos "Extraño", "Fantasmas" y "Nadie como tú".
En 2017 sale a la luz el disco Fuerte con el éxito de la canción "743".

#### Proyectos paralelos
En 2012 editó Choque, un disco a duo con Marcelo Moura, de Virus. 
El 6 de noviembre de 2015 se da a conocer el álbum de Meteoros, banda formada por Ale Sergi, Julieta Venegas, Cachorro López y Didi Gutman.
En 2016 se une a Diego Poso (Gerente La 100 FM, Cienradios, MIA FM) y a Gabriel Lucena (actual Miranda!, ex Entre Ríos), creando Satélite 23. Un proyecto alternativo que en el mes de noviembre lanzó su primer sencillo llamado: "Aprender a olvidar", disponible en todas las plataformas digitales con el aporte de Dread Mar I y Gillespi. Su primer disco fue editado en 2017.
Sergi escribió dos musicales para teatro: Y un dia Nico se fue basado en un libro de Osvaldo Bazán y estrenada en 2013 y Yiya sobre la vida de la envenenadora Yiya Murano en 2016.
En 2019 es invitado a participar en la producción del disco Glandes Éxitos de la banda de metal bizarro, Asspera. En el mismo también participa como voz secundaria en varios temas, uno de ellos Don, de la banda Miranda. Pero es en esta canción que también participa en el video oficial, una historia en donde al cantante original Richar le roban la voz y Ale participa en un casting para ser nuevo cantante de la banda metalera. Ese mismo año participó del álbum Lynch Rompecabezas junto a Valeria Lynch cantando la canción Me das cada día más.

## Vida personal
En una entrevista para la revista Hombre, Sergi aclaró los rumores sobre su orientación sexual:

La verdad es que no soy gay. Por alguna razón a mí siempre me gustó Prince, The Cure, pintarme los ojos, bailar medio loco, elegirme la ropa, cantar, y encima tengo la voz aguda… y no me gusta jugar al fútbol. No es de ahora que alguien me pregunte si soy gay: me pasa de toda la vida."
Ale Sergi

Estuvo en pareja cuatro años con la bailarina Nieves Jaller. Entre 2013 y 2014 tuvo una relación con la modelo Andrea Rincón.
En 2015 formó pareja con la DJ "La Cintia", cuyo nombre real es Cintia Bustamante, con la cual convive y continúa su relación hasta el día de hoy.

## Influencias
Sergi nombró a The Cure y Prince como dos artistas que le gustaban mucho en su adolescencia. Durante ese período también escuchaba mucho a Virus, banda de la que resalta que era "inclasificable", con canciones pop, discoteca y un imaginario profundo.
Sobre su etapa en la banda Mama Vaca, donde mezclaban punk, reggae y hardcore, Sergi menciona como influencias a Mano Negra y Los Fabulosos Cadillacs.
En una entrevista en 2014, los cantantes de Miranda! declararon que "en nuestro ADN hay Cerati y hay Pimpinela", resaltando el perfeccionismo en el sonido del primero y la teatralidad y las letras dramáticas del dúo. Gattas mencionó a Madonna y Michael Jackson como las mayores influencias de la banda. También han mencionado que muchas de sus mayores influencias dentro del pop provienen de España, como Fangoria, Alaska, La Casa Azul y La Buena Vida.
Consultado sobre por qué usaba el falsete para cantar, Sergi dijo que "lo hago básicamente porque cuando empecé a cantar me gustó mucha música que lo utilizaba. De hecho mi artista favorito es Prince y él utiliza mucho el falsete". También nombró como influencias de su falsete a Michael Jackson, Bee Gees, Beach Boys, Serú Girán en sus inicios con David Lebón y Nito Mestre y Sui Generis.
Consultado sobre los DJ que le gustan de la escena actual nombró a Richie Hawtin, Carl Cox, The Black Madonna y DJs Pareja.
También ha citado algunos grupos de Música Disco de la década de los 70 como Boney M. entre otros.

## Televisión
Junto con su compañera de la banda Miranda!, Juliana Gattas; participaron como coaches en la primera edición del programa de canto La Voz Argentina en 2012, junto con otros cantantes como Soledad, Axel y José Luis "Puma" Rodríguez. 
En 2013, también participó en Tu cara me suena (Argentina) como jurado en reemplazo del cantante Cacho Castaña. En 2015, junto con Juliana, fueron nuevamente convocados para ser jurado del reality Elegidos emitido por Telefe.

## Premios y nominaciones

### Premios ACE
| Año  | Categoría             | Trabajo          | Resultado | Ref.   |
| ---- | --------------------- | ---------------- | --------- | ------ |
| 2016 | Mejor música original | Yiya, el musical | Nominado  | [ 17 ] |

### Premios Cóndor de Plata
| Año  | Categoría                                    | Trabajo                                 | Resultado | Ref.   |
| ---- | -------------------------------------------- | --------------------------------------- | --------- | ------ |
| 2024 | Mejor canción original para serie o película | «Si no es con vos» (con Natalia Oreiro) | Ganador   | [ 18 ] |

### Premios Hugo al Teatro Musical
| Año  | Categoría             | Trabajo                 | Resultado | Ref.   |
| ---- | --------------------- | ----------------------- | --------- | ------ |
| 2024 | Mejor música original | Y un día... Nico se fue | Ganador   | [ 19 ] |
| 2016 | Mejor música original | Yiya, el musical        | Ganador   | [ 20 ] |